# Straßenbahn Bilbao
Die Straßenbahn Bilbao ist die Straßenbahn der Stadt Bilbao in der baskischen Provinz Bizkaia im Nordosten Spaniens. Die heutige Linie wurde 2002 eröffnet und 2022 verlängert. Die meterspurige Strecke wird von Euskotren unter der Marke Euskotren Tranbia betrieben.
Bereits von 1872 bis 1964 verkehrte unter dem Namen Tranvía de Bilbo das erste Straßenbahnsystem in der Provinz Bizkaia.

## Geschichte

### Tranvía de Bilbo (1872–1964)
Die ursprünglich als Pferdebahn angelegte Straßenbahn in Bilbao mit der ungewöhnlichen Spurweite von 1365 mm wurde im Jahr 1872 eröffnet, die erste Strecke führte nach Las Arenas. 1896 wurde das System erweitert und die von Pferden gezogene Bahn durch Straßenbahn-Triebwagen mit einem Dieselmotor, der über einen Generator den Strom für einen Elektromotor erzeugte, ersetzt. 1920 hatte das zwischenzeitlich elektrifizierte Straßenbahnnetz eine Länge von 109 Kilometer und bestand aus zwölf Linien. 1964 wurde die Straßenbahn schließlich durch Trolleybusse ersetzt.

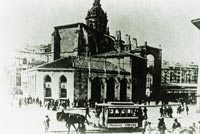
Tranvía de Bilbo vor der Iglesia de San Antón 1872
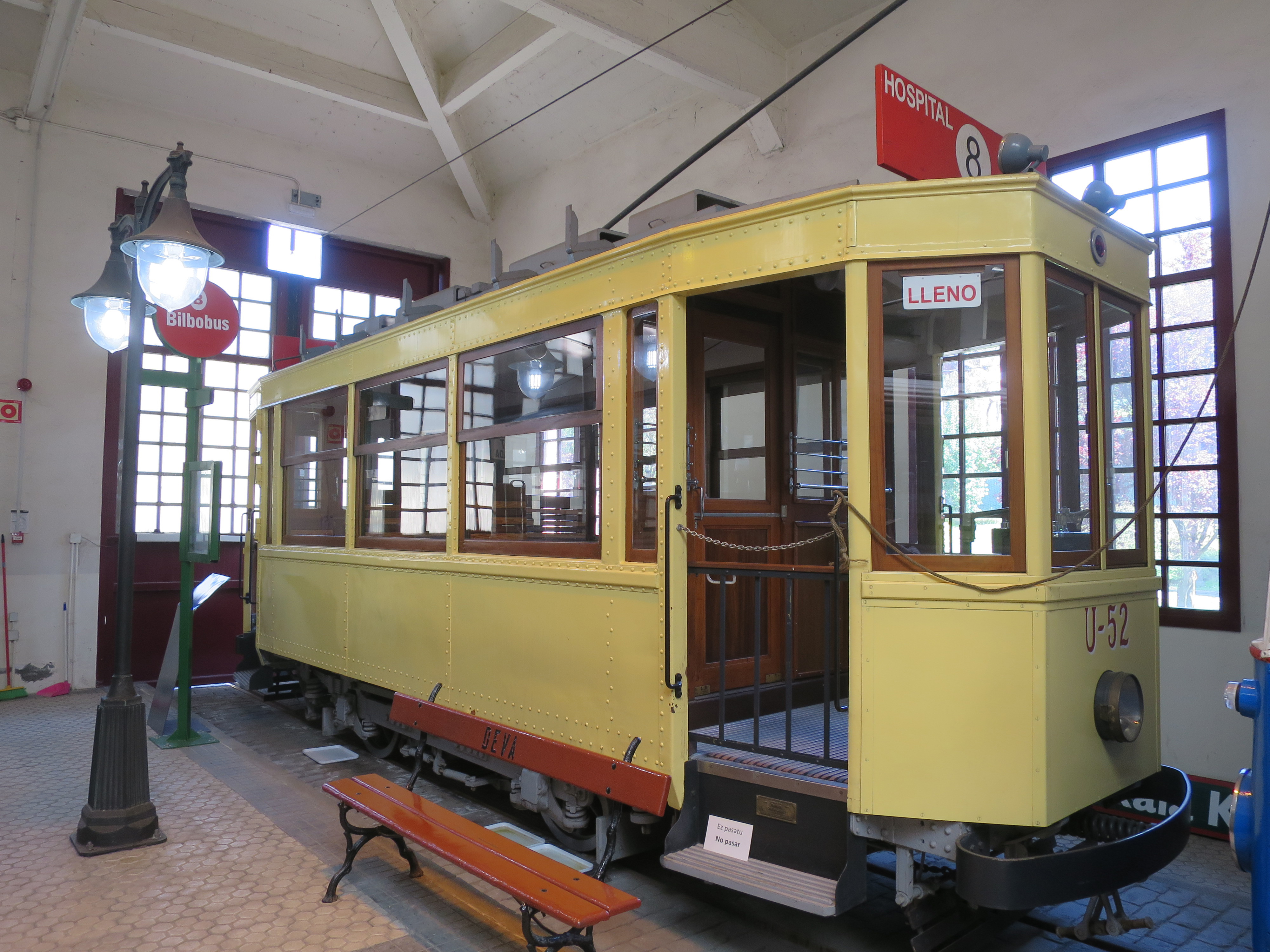
Historisches Fahrzeug im Baskischen Eisenbahnmuseum, Azpeitia

### Straßenbahn Bilbao (seit 2002)

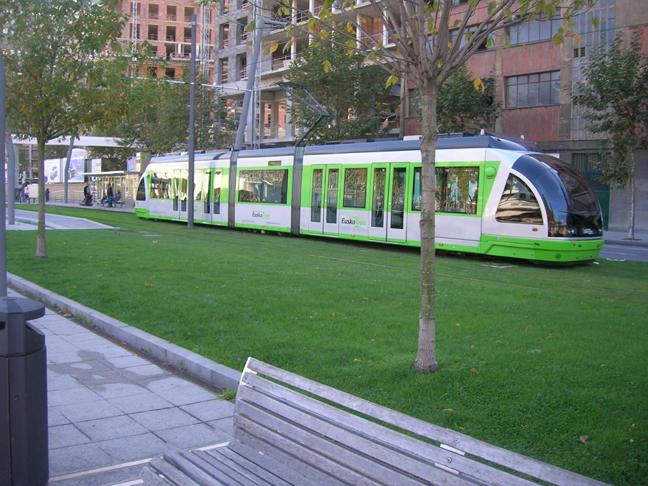
Euskotren Tranbia in Bilbao

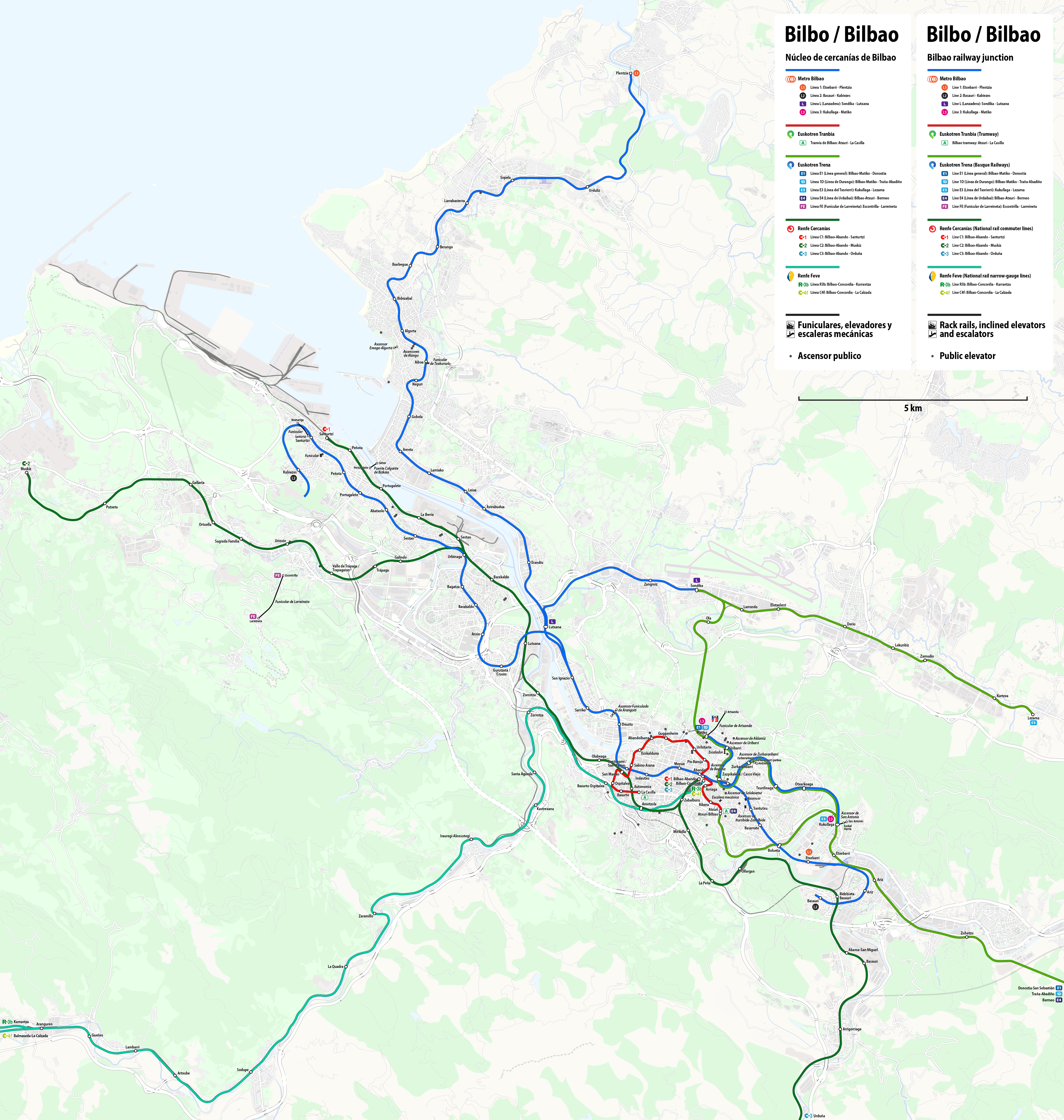
Einbindung der Euskotren Tranbia (in rot) in das Verkehrsnetz von Bilbao

Nach der Stilllegung der ersten Straßenbahn dauerte es fast vier Jahrzehnte, bis die Bauarbeiten einer neuen Straßenbahn am 27. Mai 1999 offiziell aufgenommen wurden. Die erste neue Strecke wurde am 18. Dezember 2002 mit der Linie Atxuri-Uribitarte der erste knapp 4,5 km lange Abschnitt der neuen Straßenbahn als Ergänzung zur U-Bahn Bilbao eröffnet. Nach dem ersten Ausbau mit knapp 4,5 km Länge folgten 2003 und 2004 kurze Verlängerungen mit einer Länge von jeweils wenigen hundert Metern bis zur Haltestelle Hospital. 2012 erfolgte eine Verlängerung bis La Casilla. Von diesem Zeitpunkt an bediente sie vierzehn Haltestellen.
Die Strecke verläuft im Stadtzentrum entlang der Ria des Flusses Nervion und verbindet zwei U-Bahn-Stationen sowie drei Bahnhöfe mit dem Museo Guggenheim Bilbao. Die Trasse besteht zum größten Teil aus einem vom motorisierten Individualverkehr abgetrennten Rasengleis. Sie ist meist zweigleisig, im östlichen Drittel jedoch nur eingleisig.
Zunächst endete die Straßenbahnlinie am Kopfbahnhof Bilbao-Atxuri, der 2019 nach dem Bau der Metrolinie 3 stillgelegt wurde. Am 25. März 2022 wurde die Straßenbahn um etwa zwei Kilometer über den ehemaligen Bahnkörper der zum Kopfbahnhof führte, bis zum U-Bahnhof Bolueta verlängert. Die Verlängerung kostete rund 5,2 Millionen Euro.
Die Linie verkehrt an Werktagen alle 12 Minuten, an Sonntagen sowie morgens und abends alle 15 Minuten.

## Rollmaterial
Für den Betrieb der Strecke wurden acht dreiteilige Gelenktriebwagen des Typs Urbos 1 der baskischen Firma CAF ausgewählt. Sie bekamen die Nummern 401–408. Später kamen drei Wagen des Typs Urbos 2 aus dem Bestand der Straßenbahn Vitoria-Gasteiz hinzu (Nr. 501–503).